# تعاونية زراعية

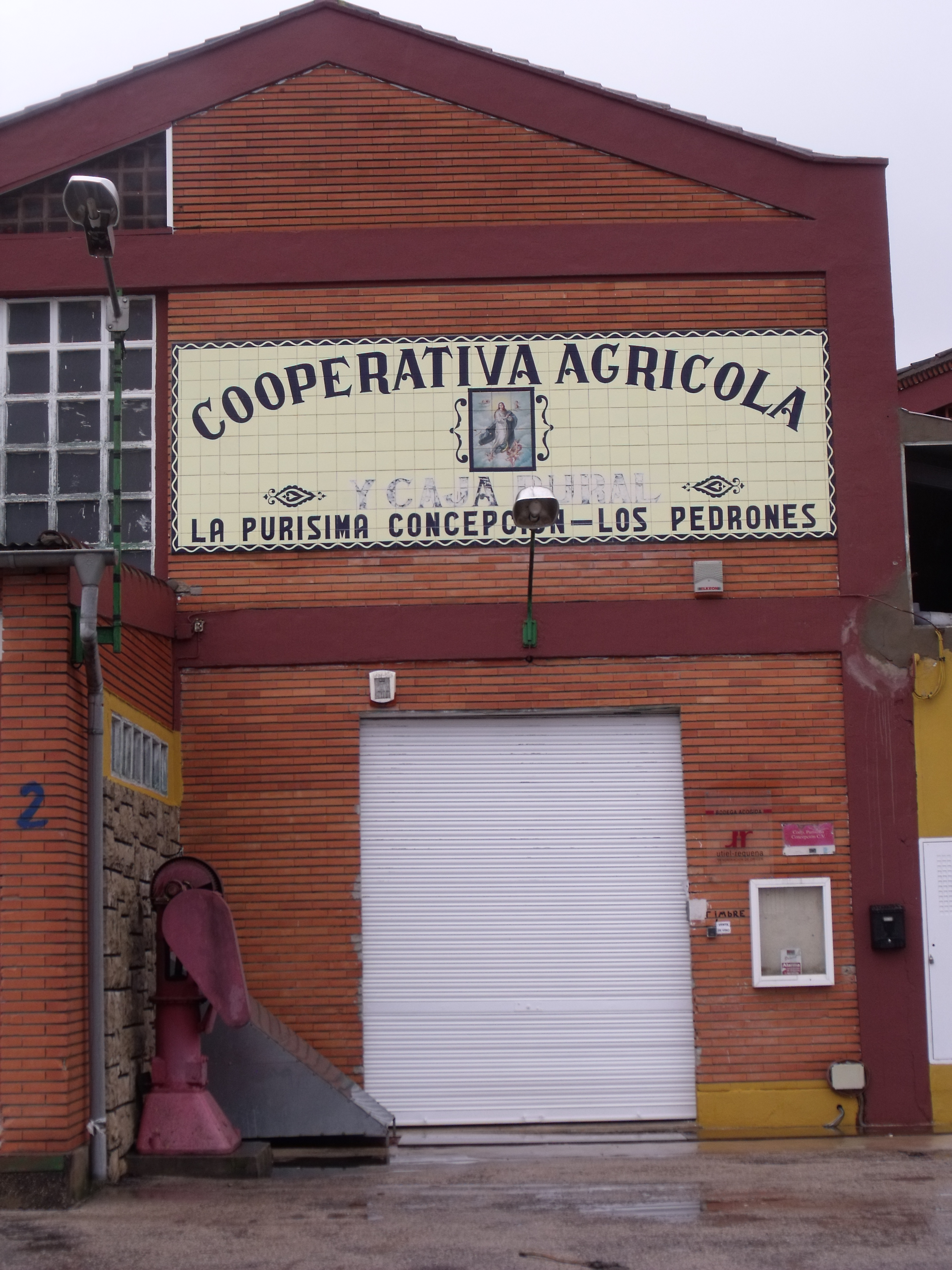

التعاونية الزراعية، المعروفة أيضًا باسم «تعاونية المزارعين» هي تعاونية يجمع فيها المزارعون مواردهم في مجالات معينة من الأنشطة. يُميز التصنيف الواسع للتعاونيات الزراعية بين «تعاونيات الخدمات الزراعية» التي تقدم خدمات زراعية متنوعة لأعضائها من المزارعين، و«تعاونيات الإنتاج الزراعي» التي تجمع المزارعين بالموارد الإنتاجية (الأراضي، والآليات). تتضمن الأمثلة على تعاونيات الإنتاج الزراعي: الزراعة الجماعية في البلدان الأعضاء برابطة الدول المستقلة، والكيبوتسات في إسرائيل، والزراعة المدعومة من المجتمع، وتعاونية لونغو ماي الزراعية، والتعاونيات الإنتاجية النيكاراغوية.
يشير المعنى الافتراضي لـ«التعاونية الزراعية» في اللغة الإنكليزية عادة إلى «تعاونية الخدمات الزراعية»، وهو الشكل الأكثر انتشارًا حول العالم. يوجد نوعان أساسيان من تعاونيات الخدمات الزراعية، هما: «تعاونيات التوريد»، و«تعاونيات التسويق». تؤمن «تعاونيات التوريد» مستلزمات عمليات الزراعة لأعضائها، بما في ذلك البذور والأسمدة والوقود والخدمات الخاصة بالآليات الزراعية. يُنشئ المزارعون التعاونيات التسويقية، بهدف نقل وتعبئة وتسويق المنتجات الزراعية (المحاصيل، والماشية على حد سواء). يعتمد المزارعون على نطاقٍ واسع على التعاونيات الائتمانية كمصدر لتمويل كل من رأس المال العامل والاستثمارات.

## الغاية
تختلف التعاونيات -التي تُعتبر شكلًا من أشكال تنظيم الأعمال- عن الشركات المملوكة من قبل المستثمرين المنتشرة بشكل أكثر شيوعًا، ولكن كلاهما منظم بشكل مؤسساتي. تسعى الشركات المملوكة من قبل المستثمرين إلى تحقيق أكبر قدر ممكن من الأرباح، في حين تسعى التعاونيات إلى تقديم أكبر قدر ممكن من الفوائد لأعضائها (والتي تنطوي عادة على عمليات تشغيل بدون أرباح)، لذلك يُجرى إنشاء التعاونيات الزراعية في الأوقات التي يتعذر على المزارعين فيها الحصول على الخدمات الأساسية من الشركات المملوكة للمستثمرين (لأن توفير هذه الخدمات يُعتبر غير مربح بالنسبة لهذه الشركات)، أو عندما تقدم شركة مملوكة للمستثمرين خدمات معينة بشروط غير مواتية للمزارعين (بمعنى أن الخدمات متوفرة، لكن الأسعار -الموضوعة بغرض الربح- مرتفعة للغاية بالنسبة للمزارعين). توصف الحالات السابقة في النظرية الاقتصادية بأنها إخفاق السوق أو فقدان دافع تقديم الخدمة. تدفع حالة فقدان دافع تقديم الخدمة إلى إنشاء تعاونيات كمقياس تنافسي أو كوسيلة للسماح للمزارعين ببناء قوة سوقية تعويضية لمنافسة الشركات المملوكة للمستثمرين. يُشير مفهوم المقياس التنافسي إلى احتمال تشكيل المزارعين، الذين يواجهون أداءً غير مرضٍ من قبل الشركات المملوكة للمستثمرين، شركةً تعاونيةً تهدف إلى إجبار تلك الشركات -من خلال المنافسة- على تحسين خدماتها وأسعارها المقدمة للمزارعين.
يرتبط الدافع العملي لإنشاء التعاونيات العمالية مع قدرة المزارعين على تجميع الإنتاج و/ أو الموارد. في العديد من الحالات المتعلقة بالعمليات الزراعية، يُعد صنع المنتجات أو القيام بخدمة ما أمرًا مُكلفًا للغاية بالنسبة للمزارعين. توفر التعاونيات طريقة تمكن المزارعين من الانضمام إلى مجموعات تجعلهم قادرين على الحصول على نتائج -مالية في الغالب- أفضل من تلك التي يحققونها كأفراد. يتماشى هذا النهج مع مفهوم وفورات الحجم (أو اقتصاديات السعة)، ويمكن أيضًا لهذا النهج أن يكون شكلًا من أشكال التعاون الاقتصادي، إذ «يعمل فردين اثنين (أو أكثر) معًا بهدف الوصول إلى نتيجة معينة لا يمكن للفرد أن يحققها إذا عمل بمفرده». بينما يبدو الاستنتاج القائل إنه كلما كبرت التعاونية كان أفضل منطقيًا، لكنه ليس صحيحًا بالضرورة. للتعاونيات قاعدة عضوية واسعة، فيمكن أن يضم بعضها 20 عضوًا، بينما تضم تعاونيات أخرى أكثر من 10 آلاف عضو.
تعتبر الفوائد الاقتصادية محركًا قويًا في عملية تشكيل التعاونيات، لكنها ليست الدافع الوحيد لذلك. من الممكن في الواقع الحصول على نفس المنافع الاقتصادية التعاونية عن طريق أشكال تنظيمية أخرى، كالشركات المملوكة للمستثمرين. من أهم نقاط القوة التي تتمتع بها التعاونيات الزراعية بالنسبة للمزارعين هي أنهم يحافظون فيها على إدارة التجمع، ما يضمن لهم الحصول على الملكية النهائية والسيطرة. يضمن ذلك استيفاء الأرباح (إما من خلال نسبة صافي الربح الموزعة بشكل كوبونات أو من خلال الحسم) من قبل المزارعين فقط، بدلًا من استيفائها من قبل حملة الأسهم في حالة الشركات المملوكة للمستثمرين.
في الزراعة، هناك ثلاثة أنواع من التعاونيات بشكل عام، هي: تعاونيات تجميع الآليات، وتعاونيات التصنيع/ التسويق، والاتحاد الائتماني.
تعاونيات الصندوق المشترك للآليات: قد تكون مزرعة العائلة صغيرة جدًا، إذ يكون شراء الآليات الزراعية باهظة الثمن التي تُستخدم بشكل غير منتظم أمرًا غير منطقي، فعلى سبيل المثال لا الحصر، قد يجتمع المزارعون المحليون لتشكيل صندوق مشترك للآليات يُستخدم لشراء المعدات الضرورية للقيام بالأعمال الزراعية، والتي يمكن أن يستخدمها جميع الأعضاء المشاركون في الصندوق.
تعاونيات التصنيع/ التسويق: ليس من الضروري أن تمتلك المزرعة وسائل النقل اللازمة لإيصال منتجاتها إلى السوق، وإلا فمن الممكن أن يضعها الحجم الضئيل لإنتاجها في مواقف تفاوضية غير محبذة إزاء الوسطاء وتجار الجملة. تعمل التعاونية في هذه الحالة عمل الموحد، إذ تجمع المنتجات من الأعضاء -وتتعهد في بعض الأحيان بالتصنيع أيضًا- وتوصلها بكميات كبيرة مجمعة إلى أماكن البيع عبر قنوات التسويق.
الاتحاد الائتماني: من الممكن فرض أسعار فائدة مرتفعة نسبيًا على المزارعين من قبل البنوك التجارية، وخاصة في البلدان النامية، ومن الممكن أيضًا ألا يكون القرض متاحًا بالأساس للمزارعين. غالبًا ما تنتبه هذه البنوك عند تقديم العروض إلى التكاليف المرتفعة للتعاملات المتعلقة بالقروض الصغيرة، أو من الممكن أن ترفض القرض بالكامل لعدم وجود ضمان إضافي، وهو أمر بالغ الأهمية في البلدان النامية. يمكن للمزارعين -بهدف توفير مصدر للائتمان- أن يجمعوا الأموال ويقرضوها للأعضاء، ويمكن للاتحاد الائتماني -كحل بديل- أن يجمع قروضًا بأسعار أفضل من أسعار البنوك التجارية، ويعود ذلك إلى الحجم الجمعوي للاتحاد بالمقارنة مع مزارع بمفرده. غالبًا ما يقدم أعضاء الاتحادات الائتمانية ضمانات متبادلة وضمانات ضغوط الأقران لسداد القروض. قد يكون لدى تعاونيات التصنيع/ التسويق في بعض الحالات اتحادات ائتمانية كجزء من أعمالها الأوسع نطاقًا. يتيح هذا الأسلوب للمزارعين الوصول المباشر إلى المستلزمات الجوهرية لعملية الزراعة كالبذور والتجهيزات. تُسدّد قروض هذه المستلزمات عندما يرسل المزارع إنتاجه إلى تعاونية التصنيع/ التسويق.

## الأصول
أُنشئت أول تعاونيات زراعية في أوروبا في القرن السابع عشر في الجبهة العسكرية، حيث عاشت زوجات حرس الحدود وأطفالهم معًا في تعاونيات زراعية منظمة بالقرب من مدن الملاهي والحمامات العامة.
أُنشئت أولى التعاونيات الزراعية المدنية أيضًا في أوروبا في النصف الثاني من القرن التاسع عشر، وامتدت في وقت لاحق لتشمل أمريكا الشمالية والقارات الأخرى. أصبحت التعاونيات الزراعية واحدة من أدوات التنمية الزراعية في البلدان الناشئة. تعاون المزارعون أيضًا لتشكيل جمعيات مزارع مشتركة ذات تأمين متبادل.
تعتبر الاتحادات الائتمانية الريفية مرتبطة أيضًا بالتعاونيات الزراعية، فقد أُنشئت في الفترة نفسها تقريبًا، وكان الهدف الأولي لها هو تقديم القروض الزراعية، أصبحت بعض الاتحادات الائتمانية الريفية في ما بعد بنوكًا عالمية، كبنك كريدي أجريكول وبنك رابو.